# Шагалак
Шигала́к (укр. Шигалак, крымскотат. Şiğalaq, Шигъалакъ) — исчезнувшее село в Красногвардейском районе Республики Крым, располагавшееся на западе района, в степном Крыму, примерно в 1,5 км к северо-востоку от села Котельниково.

## История
Первое документальное упоминание села встречается в Камеральном Описании Крыма… 1784 года, судя по которому, в последний период Крымского ханства Шиглак входил в Ташлынский кадылык Акмечетского каймаканства.
После присоединения Крыма к России (8) 19 апреля 1783 года, (8) 19 февраля 1784 года, именным указом Екатерины II сенату, на территории бывшего Крымского Ханства была образована Таврическая область и деревня была приписана к Перекопскому уезду. После Павловских реформ, с 1796 по 1802 год, входила в Перекопский уезд Новороссийской губернии. По новому административному делению, после создания 8 (20) октября 1802 года Таврической губернии, Шагалак был включён в состав Кучук-Кабачской волости Перекопского уезда.
По Ведомости о всех селениях в Перекопском уезде состоящих с показанием в которой волости сколько числом дворов и душ… от 21 октября 1805 года в деревне Шигалак числилось 13 дворов, 112 крымских татар и 2-е ясыров. На военно-топографической карте генерал-майора Мухина 1817 года деревня Шегалак обозначена с 19 дворами. После реформы волостного деления 1829 года Шегалак, согласно «Ведомости о казённых волостях Таврической губернии 1829 года» отнесли к Агъярской волости. На карте 1836 года в деревне 15 дворов. Затем, видимо, в результате эмиграции крымских татар, деревня заметно опустела и на карте 1842 года деревня обозначена условным знаком «малая деревня», то есть, менее 5 дворов, а в дальнейшем, видимо, опустела окончательно и в документах середины — второй половины XIX века не встречается.
Возрождено поселение, судя по доступным историческим документам, в конце века крымскими немцами. Согласно «…Памятной книжке Таврической губернии на 1892 год», в экономии Шагалак Бютеньской волости (такое деление было после земской реформы 1890 года), находившейся в частном владении, было 42 жителя в 4 домохозяйствах. По «…Памятной книжке Таврической губернии на 1900 год» в Шагалаке, находившемся в частном владении Лютца, числилось 58 жителей в 1 домохозяйстве — очевидно, это была всё ещё экономия (на 1902 год — 42 жителя в 2 домохозяйствах). По Статистическому справочнику Таврической губернии. Ч.II-я. Статистический очерк, выпуск пятый Перекопский уезд, 1915 год, на хуторе Шагалак Бютеньской волости Перекопского уезда числился 1 двор с немецким населением в количестве 18 человек «посторонних» жителей.
После установления в Крыму Советской власти и учреждения 18 октября 1921 года Крымской АССР, в составе Симферопольского уезда был образован Биюк-Онларский район, в состав которого включили село. В 1922 году уезды получили название округов. 11 октября 1923 года, согласно постановлению ВЦИК, в административное деление Крымской АССР были внесены изменения, в результате которых был ликвидирован Биюк-Онларский район и село включили в состав Симферопольского. Согласно Списку населённых пунктов Крымской АССР по Всесоюзной переписи 17 декабря 1926 года, в селе Шагалак Джанболду-Конратского сельсовета Симферопольского района, числилось 13 дворов, все крестьянские, население составляло 82 человека. В национальном отношении учтено 42 русских, 28 украинцев, 8 немцев, 4 записаны в графе «прочие». Постановлением КрымЦИКа от 15 сентября 1930 года был вновь создан Биюк-Онларский район, теперь как немецкий национальный, село, вместе с сельсоветом, включили в его состав. В последний раз Шигалак в доступных источниках встречается на двухкилометровке РККА 1942 года.

### Динамика численности населения
| - 1805 год — 114 чел. - 1892 год — 42 чел. - 1900 год — 58 чел. | - 1902 год — 42 чел. - 1915 год — 0/18 чел. - 1926 год — 82 чел. |